# РК Станишић
РК „Станишић" је био рукометни клуб из Станишића, општина Сомбор. Клуб је основан 1954. године под називом "Партизан" угашен је пет година касније. Поново се активирао 1964. године под називом РК "Младост", од марта 1976. године носи назив РК "Станишић". Највећи успех клуб доживљава 1995. године када освајањем Војвођанске лиге стиче право наступа у Другој савезној лиги, где ће боравити три наредне сезоне.

## Историја
После освајања претпоследњег места у сезони 1968/69. II Војвођанске лиге, екипа "Младости" играла је квалификациони турнир у Бајмоку за попуну исте, у коме су учествовале четири екипе: "1. мај" (Бачка Топола), "Петрова гора" (Кљајићево), "Палић" (Палић) и споменута "Младост". У овом одмеравању снага на неутралном терену у Бајмоку, Станишићани су се показали као најсупериорнија екипа. "Младост" је сва ти сусрета решила у своју корист и тако и даље задржала статус члана II Војвођанске лиге. Резултати: "Младост" - "1. Мај" 11:10 (6:4); "Младост" - "Петрова Гора" 21:9 (11:2); "Младост" - "Палић" 15:7 (7:6). Боје станишићана на овом турниру су бранили: Цветић, И. Перић (1 погодак), Курта (4), Г. Перић (6), Јерковић (12), Безбрадица (15), Бобан, Гусић (1), Јовановић, Б. Обрић и Љ. Обрић.
Прекид у раду настао је од 2004. године до 2009. године, када је након више од пет година рукометна лопта опет заскакутала на игралишту Основне школе у Станишићу. Група ветерана, ентузијаста и заљубљеника у рукометну игру покреће иницијативу за активирање рукометног клуба. Рукометни клуб "Станишић" изнедрио је неке од врхунских играчица и играча, који су наступали за репрезентацију државе, а и ван ње.

## Успеси
- Друга савезна лига
1995/96. - 1997/98. (три сезоне)
- Војвођанска лига
Освајач: 1994/95.
- Војвођанска лига – зона средње Бачке
Oсвајач: 1978/79.
- Бачка лига
Освајач: 2001/02.
- Међуопштинска лига Сомбор – Кула - Апатин
Освајач: 1972/73.
- Општинска лига Сомбор
Освајач: 1966/67.

## Клупске легенде
- Ђерђ Курта
- Тодор Радиновић
- Радомир Тањга
- Миливој Безбрадица
- Милош Млинар
- Боривој Обрић
- Љубомир Обрић
- Милан Каран
- Јовица Куриџа
- Бошко Вујасиновић
- Мирко Самарџић
- Мирко Куриџа
- Миодраг Церанић
- Милан Комазец

## Познати бивши играчи
- Слободан Веселиновић
- Милан Олујић
- Милан Каран
- Предраг Безбрадица

## Хронологија станишићког рукометног клуба по сезонама
| Историја по сезонама (у загради је степен такмичења) | Историја по сезонама (у загради је степен такмичења) |
| --- | --- |
| \| - 1955: Оснивање клуба "ПАРТИЗАН" - 1964: Поновно покретање клуба овог пута под новим именом "МЛАДОСТ" - 1967/68: Општинска лига - 1968/69: II Bојвођанска лига - север - 1969/70: II Bојвођанска лига - север - 1970/71: Међуопштинска лига Сомбор – Кула - Апатин - 1971/72: Међуопштинска лига Сомбор – Кула - Апатин - 1972/73: Међуопштинска лига Сомбор – Кула - Апатин - 1973/74: Војвођанска лига - северна група - 1974/75: Војвођанска лига - северна група - 1975/76: Војвођанска лига - северна група - Март 1976: Преименовање клуба у Рукометни Клуб СТАНИШИЋ. - 1976/77: Војвођанска лига - северна група - 1977/78: Војвођанска лига - средња Бачка - 1978/79: Војвођанска лига - средња Бачка - 1979/80: Војвођанска лига - средња Бачка - 1980/81: Војвођанска лига - средња Бачка - 1981/82: Војвођанска квалитетна лига - 1982/83: - 1983/84: - 1984/85: - 1985/86: - 1986/87: \| - 1987/88: - 1988/89: - 1989/90: - 1990/91: Бачка лига - 1991/92: Бачка лига - 1992/93: - 1993/94: - 1994/95: Војвођанска лига (3) - 1995/96: Друга лига "Север" (2) - 1996/97: Друга лига "Север" (2) - 1997/98: Друга лига "Север" (2) - 1998/99: Војвођанска лига (3) - 1999/00: - 2000/01: - 2001/02: Бачка лига - 2002/03: - 2003/04: - 2008/09: - 2009/10: - 2010/11: - 2011/12: - 2012/13: Бачка лига \| | |
| - 1955: Оснивање клуба "ПАРТИЗАН" - 1964: Поновно покретање клуба овог пута под новим именом "МЛАДОСТ" - 1967/68: Општинска лига - 1968/69: II Bојвођанска лига - север - 1969/70: II Bојвођанска лига - север - 1970/71: Међуопштинска лига Сомбор – Кула - Апатин - 1971/72: Међуопштинска лига Сомбор – Кула - Апатин - 1972/73: Међуопштинска лига Сомбор – Кула - Апатин - 1973/74: Војвођанска лига - северна група - 1974/75: Војвођанска лига - северна група - 1975/76: Војвођанска лига - северна група - Март 1976: Преименовање клуба у Рукометни Клуб СТАНИШИЋ. - 1976/77: Војвођанска лига - северна група - 1977/78: Војвођанска лига - средња Бачка - 1978/79: Војвођанска лига - средња Бачка - 1979/80: Војвођанска лига - средња Бачка - 1980/81: Војвођанска лига - средња Бачка - 1981/82: Војвођанска квалитетна лига - 1982/83: - 1983/84: - 1984/85: - 1985/86: - 1986/87: | - 1987/88: - 1988/89: - 1989/90: - 1990/91: Бачка лига - 1991/92: Бачка лига - 1992/93: - 1993/94: - 1994/95: Војвођанска лига (3) - 1995/96: Друга лига "Север" (2) - 1996/97: Друга лига "Север" (2) - 1997/98: Друга лига "Север" (2) - 1998/99: Војвођанска лига (3) - 1999/00: - 2000/01: - 2001/02: Бачка лига - 2002/03: - 2003/04: - 2008/09: - 2009/10: - 2010/11: - 2011/12: - 2012/13: Бачка лига |